# Гербы районов Омской области
Список гербов муниципальных образований Омской области Российской Федерации.
На 1 января 2018 года в Омской области насчитывалось 424 муниципальных образования — 1 городской округ, 32 муниципальных района, 26 городских и 365 сельских поселений.

## Герб городского округа
| Герб | Наименование                                 | Дата утверждения | Номер в ГГР |
| ---- | -------------------------------------------- | ---------------- | ----------- |
|      | Герб муниципального образования — город Омск | 16 апреля 2014   | 9362        |

## Гербы муниципальных районов
| Герб | Наименование                                                 | Дата утверждения | Номер в ГГР |
| ---- | ------------------------------------------------------------ | ---------------- | ----------- |
|      | Герб Азовского немецкого национального муниципального района | 2007             | не внесён   |
|      | Герб Большереченского муниципального района                  | 29 апреля 2020   | 13349       |
|      | Герб Большеуковского муниципального района                   | нет данных       |             |
|      | Герб Горьковского муниципального района                      | 5 апреля 2016    | 10945       |
|      | Герб Знаменского муниципального района                       | нет данных       |             |
|      | Герб Исилькульского муниципального района                    | 20 марта 2013    | 8339        |
|      | Герб Калачинского муниципального района                      | 24 сентября 2007 | 13181       |
|      | Герб Колосовского муниципального района                      | 26 марта 2020    | не внесён   |
|      | Герб Кормиловского муниципального района                     | 12 августа 2003  | не внесён   |
|      | Герб Крутинского муниципального района                       | 31 октября 2011  | 7330        |
|      | Герб Любинского муниципального района                        | 28 апреля 2017   | 11543       |
|      | Герб Марьяновского муниципального района                     | 3 августа 2006   | не внесён   |
|      | Герб Москаленского муниципального района                     | 25 марта 2020    | 13185       |
|      | Герб Муромцевского муниципального района                     | 9 июня 2017      | 2323        |
|      | Герб Называевского муниципального района                     | 23 декабря 2015  | 10710       |
|      | Герб Нижнеомского муниципального района                      | нет данных       |             |

| Герб | Наименование                                 | Дата утверждения          | Номер в ГГР |
| ---- | -------------------------------------------- | ------------------------- | ----------- |
|      | Герб Нововаршавского муниципального района   | 27 декабря 2007           | 3720        |
|      | Герб Одесского муниципального района         | 29 апреля 2020            | 13187       |
|      | Герб Оконешниковского муниципального района  | 8 апреля 2020             | 13351       |
|      | Герб Омского муниципального района           | 17 мая 2004 1 января 2006 | не внесён   |
|      | Герб Павлоградского муниципального района    | 27 марта 2020             | 13189       |
|      | Герб Полтавского муниципального района       | 28 августа 2014           | 9739        |
|      | Герб Русско-Полянского муниципального района | нет данных                |             |
|      | Герб Саргатского муниципального района       | 30 марта 2020             | 13191       |
|      | Герб Седельниковского муниципального района  | нет данных                |             |
|      | Герб Таврического муниципального района      | 25 января 2013            | не внесён   |
|      | Герб Тарского муниципального района          | 22 мая 2009               | 5008        |
|      | Герб Тевризского муниципального района       | 29 марта 2022             | 13937       |
|      | Герб Тюкалинского муниципального района      | нет данных                |             |
|      | Герб Усть-Ишимского муниципального района    | 24 января 2020            | 12914       |
|      | Герб Черлакского муниципального района       | 20 марта 2020             | 13197       |
|      | Герб Шербакульского муниципального района    | 25 марта 2020             | 13199       |